# بازی‌های آفریقایی ۱۹۸۷
بازی‌های آفریقایی ۱۹۸۷ (انگلیسی: 1987 All-Africa Games) یک رویداد چندورزشی است که از ۱ تا ۱۲ اوت ۱۹۸۷ در نایروبی، کنیا برگزار شده است.

## ورزش‌ها
- ورزش دو و میدانی
- بسکتبال
- بوکس
- دوچرخه‌سواری
- فوتبال
- وزنه‌برداری
- هندبال
- هاکی روی چمن
- جودو
- کشتی
- شنا
- تنیس
- تنیس روی میز
- والیبال

## جدول مدال‌ها
*   کشور میزبان (کنیا)
| رتبه            | کشور            | طلا | نقره | برنز | مجموع |
| --------------- | --------------- | --- | ---- | ---- | ----- |
| ۱               | مصر             | ۳۱  | ۲۲   | ۲۰   | ۷۳    |
| ۲               | تونس            | ۲۸  | ۲۶   | ۲۲   | ۷۶    |
| ۳               | نیجریه          | ۲۳  | ۱۶   | ۲۱   | ۶۰    |
| ۴               | کنیا*           | ۲۲  | ۲۵   | ۱۶   | ۶۳    |
| ۵               | الجزایر         | ۱۳  | ۲۳   | ۲۳   | ۵۹    |
| ۶               | سنگال           | ۷   | ۲    | ۱۲   | ۲۱    |
| ۷               | اتیوپی          | ۳   | ۵    | ۴    | ۱۲    |
| ۸               | غنا             | ۳   | ۳    | ۱    | ۷     |
| ۹               | اوگاندا         | ۳   | ۲    | ۴    | ۹     |
| ۱۰              | زیمبابوه        | ۲   | ۵    | ۶    | ۱۳    |
| ۱۱              | ماداگاسکار      | ۲   | ۴    | ۲    | ۸     |
| ۱۲              | کامرون          | ۱   | ۱    | ۷    | ۹     |
| ۱۳              | ساحل عاج        | ۱   | ۱    | ۲    | ۴     |
| ۱۴              | زئیر            | ۱   | ۱    | ۰    | ۲     |
| ۱۵              | موریس           | ۱   | ۰    | ۲    | ۳     |
| ۱۶              | تانزانیا        | ۰   | ۲    | ۵    | ۷     |
| ۱۷              | جمهوری کنگو     | ۰   | ۲    | ۰    | ۲     |
| ۱۸              | رواندا          | ۰   | ۱    | ۰    | ۱     |
| ۱۹              | زامبیا          | ۰   | ۰    | ۳    | ۳     |
| ۲۰              | سیشل            | ۰   | ۰    | ۲    | ۲     |
| ۲۱              | مالاوی          | ۰   | ۰    | ۱    | ۱     |
| ۲۱              | آنگولا          | ۰   | ۰    | ۱    | ۱     |
| ۲۱              | بوروندی         | ۰   | ۰    | ۱    | ۱     |
| ۲۱              | موزامبیک        | ۰   | ۰    | ۱    | ۱     |
| ۲۱              | چاد             | ۰   | ۰    | ۱    | ۱     |
| مجموع (۲۵ کشور) | مجموع (۲۵ کشور) | ۱۴۱ | ۱۴۱  | ۱۵۷  | ۴۳۹   |